# Stygnicranaus
Genre
Stygnicranaus est un genre d'opilions laniatores de la famille des Cranaidae.

## Distribution
Les espèces de ce genre sont endémiques de Colombie.

## Liste des espèces
Selon World Catalogue of Opiliones (12/08/2021) :
- Stygnicranaus abnormis Roewer, 1913
- Stygnicranaus alessandroi Kury & Orrico, 2009
- Stygnicranaus concolor Kury, 1995
- Stygnicranaus poncedeleoni Kury & Orrico, 2009

## Publication originale
- Roewer, 1913 : « Die Familie der Gonyleptiden der Opiliones-Laniatores [Part 2]. » Archiv für Naturgeschichte, sér. A, vol. 79, no 5, p. 257–472 (texte intégral).